# Алга (Махамбетский район)
Алга (каз. Алға) — село в Махамбетском районе Атырауской области Казахстана. Административный центр и единственный населённый пункт Алгинского сельского округа. Код КАТО — 235635100.
Село расположено на левом берегу реки Урал.

## Население
В 1999 году население села составляло 1746 человек (888 мужчин и 858 женщин). По данным переписи 2009 года, в селе проживало 1859 человек (962 мужчины и 897 женщин).